# Notation 3
Notation3 o N3, como se conoce más comúnmente, es una forma abreviada de serialización no-XML de modelos en RDF , diseñado pensando en la legibilidad por parte de humanos: N3 es mucho más compacto y fácil de leer que la notación RDF/XML. El formato está siendo desarrollado por Tim Berners-Lee y otros miembros de la comunidad de la Web Semántica.
N3 tiene varias características que van más allá de una serialización de RDF, como el soporte para reglas basadas en RDF. Turtle es un subconjunto de N3, simplificándose solo para RDF.

## Ejemplos
Esto es un modelo RDF en la notación estándar XML
```
<rdf:RDF

    
xmlns:rdf=
"http://www.w3.org/1999/02/22-rdf-syntax-ns#"

    
xmlns:dc=
"http://purl.org/dc/elements/1.1/"
>

  
<rdf:Description
 
rdf:about=
"http://en.wikipedia.org/wiki/Tony_Benn"
>

    
<dc:title>
Tony
 
Benn
</dc:title>

    
<dc:publisher>
Wikipedia
</dc:publisher>

  
</rdf:Description>

</rdf:RDF>

```

puede ser serializado en Notation 3 como:
```
@prefix dc : <http://purl.org/dc/elements/1.1/>.

<http://en.wikipedia.org/wiki/Tony_Benn>
  dc:title "Tony Benn";
  dc:publisher "Wikipedia".

```

(Este ejemplo es válido también para Turtle.)